# John Lambert (1772-1847)
John Lambert (Londra, 28 aprile 1772 – Thames Ditton, 14 settembre 1847) è stato un generale britannico.

## Biografia
Nato in una famiglia a vocazione militare, John era figlio del capitano Robert Lambert, fratello minore del contrammiraglio Robert Lambert e fratello maggiore del capitano Henry Lambert, del maggiore generale Samuel Lambert e dell'ammiraglio sir George Lambert.
Lambert entrò nell'esercito britannico il 27 gennaio 1791, come alfiere del 1° Foot Guards. Venne promosso tenente e poi capitano il 9 ottobre 1793. Servì negli assedi di Valenciennes e di Dunkirk, e combatté nella battaglia di Lincelles nel 1793. Divenne aiutante del 3º battaglione nella campagna del 1794, servendo nel battaglione durante la rivolta irlandese del 1798, e nella spedizione in Olanda del 1799.
Promosso tenente colonnello il 14 maggio 1801, prestò servizio in Portogallo ed in Spagna nel 1808, combattendo nella battaglia di Corunna e fu commendatore delle compagnie di guardie nella spedizione di Walcheren nel 1809. 
Promosso al rango di colonnello il 25 luglio 1810, si imbarcò per Cadice al comando del 3º battaglione il 30 maggio 1811. Nel gennaio del 1812 giunse a Cartagena con due battaglioni, rimanendovi tre mesi e nell'ottobre di quello stesso anno si unì all'armata di Wellington a Salamanca.
Il 4 giugno 1813 venne promosso maggiore generale e nominato comandante di una brigata della 6ª divisione. Comandò i suoi uomini nella battaglia di Nivelle, in quella della Niva, di Orthez e di Tolosa, venendo menzionato nei dispacci. Ottenne la Army Gold Cross e divenne commendatore dell'Ordine del Bagno il 2 gennaio 1815.
Inviato in America, servì sotto il generale sir Edward Pakenham nella Battaglia di New Orleans il 6 gennaio 1815, col 7º ed il 43º reggimento, comandando la riserva. Con la morte sul campo del generale Pakenham e col ferimento mortale del generale Gibbs, il comando delle operazioni passò a Lambert. Questi decise di non ripetere l'attacco fallimentare precedentemente portato avanti e ritirò invece le sue truppe oltre il Mississippi, procedendo per Mobile Bay, dove Fort Bowyer venne conquistato il 12 febbraio.
Lambert tornò in Europa giusto in tempo per prendere il comando della 10ª brigata nella Battaglia di Waterloo. La sua brigata raggiunse Gand solo la mattina del 18 giugno e venne in un primo momento posta in riserva a Mont-Saint-Jean. Nel pomeriggio venne spostata verso la divisione del generale Thomas Picton e uno dei reggimenti sotto il comando di Lambert, il 27°, fece quadrato presso la La Haye Sainte, perdendo due terzi dei suoi uomini. Lambert venne menzionato in uno dei dispacci di Wellington e ricevette i complimenti del parlamento per l'audacia dimostrata, oltre all'Ordine di San Vladimiro di III classe dal governo russo, oltre a quello di Massimiliano Giuseppe (in grado di commendatore) dal regno di Baviera. Durante l'occupazione della Francia, comandò l'8ª brigata di fanteria.
Il 27 maggio 1825 venne promosso tenente generale e generale il 23 novembre 1841. Il 18 gennaio 1824 venne creato colonnello del 10º reggimento fanteria ed il 19 luglio 1838 ottenne la gran croce dell'Ordine del Bagno.
Morì a Weston House, Thames Ditton, il 14 settembre 1847, all'età di 75 anni. Nel 1816 sposò Mary Morant, figlia di John Morant di Brockenhurst Park, New Forest. Giocatore di cricket, fu socio del Marylebone Cricket Club.